# Puchar Ameryki Południowej w snowboardzie 2017
Puchar Ameryki Południowej w snowboardzie w sezonie 2017 to kolejna edycja tej imprezy. Cykl ten rozpoczął się 11 sierpnia 2017 roku w chilijskiej La Parvie w zawodach slopestyle'u. Ostatnie zawody sezonu zostały rozegrane 17 września (pierwotnie 18 września) tego samego roku w argentyńskim Cerro Catedral w zawodach big air'u.
Łącznie zostało rozegranych 8 z 10 planowanych zawodów zarówno dla kobiet jak i mężczyzn.

## Konkurencje
- snowcross
- slopestyle
- big air

## Kalendarz i wyniki Pucharu Ameryki Południowej

### Mężczyźni
| Lp  | Data             | Miejscowość    | Dyscyplina | 1. Miejsce          | 2. Miejsce           | 3. Miejsce          |
| --- | ---------------- | -------------- | ---------- | ------------------- | -------------------- | ------------------- |
| 1.  | 11 sierpnia 2017 | La Parva       | SS         | Federico Chiaradio  | Inaqui Irarrazaval   | Martin Jaureguialzo |
| 2.  | 12 sierpnia 2017 | La Parva       | SS         | Matias Schmitt      | Federico Chiaradio   | Inaqui Irarrazaval  |
| 3.  | 25 sierpnia 2017 | La Parva       | SX         | Kevin Hill          | Christopher Robanske | Mike Lacroix        |
| 4.  | 26 sierpnia 2017 | La Parva       | SX         | Odwołano            | Odwołano             | Odwołano            |
| 5.  | 4 września 2017  | Corralco       | SX         | Markus Schairer     | Nick Watter          | Tim Watter          |
| 6.  | 5 września 2017  | Corralco       | SX         | Odwołano            | Odwołano             | Odwołano            |
| 7.  | 12 września 2017 | Cerro Catedral | SX         | Danny Bourgeois     | Duncan Campbell      | Liam Moffatt        |
| 8.  | 12 września 2017 | Cerro Catedral | SX         | Danny Bourgeois     | Duncan Campbell      | Mateusz Ligocki     |
| 9.  | 17 września 2017 | Cerro Catedral | BA         | Martin Jaureguialzo | Luis Federico Romano | Pedro Bidegain      |
| 10. | 17 września 2017 | Cerro Catedral | BA         | Martin Jaureguialzo | Federico Chiaradio   | Felipe Correa       |

### Klasyfikacje
| Lp. | Zawodnik                     | Punkty |
| --- | ---------------------------- | ------ |
| 1.  | Danny Bourgeois              | 1000   |
| 2.  | Nick Watter                  | 850    |
| 3.  | Duncan Campbell              | 800    |
| 4.  | Simon White                  | 775    |
| 5.  | Steven Williams              | 640    |
| 6.  | Kalle Koblet                 | 525    |
| 6.  | Mateusz Ligocki              | 525    |
| 8.  | Aaron Pablo Stoeff Belkenoff | 505    |
| 9.  | Kevin Hill                   | 500    |
| 9.  | Markus Schairer              | 500    |

| Lp. | Zawodnik                 | Punkty |
| --- | ------------------------ | ------ |
| 1.  | Federico Chiaradio       | 900    |
| 2.  | Matias Schmitt           | 750    |
| 3.  | Inaqui Irarrazaval       | 700    |
| 4.  | Martin Jaureguialzo      | 550    |
| 5.  | Lucas I. Machicao        | 345    |
| 5.  | Facundo Catriel Mendolia | 345    |
| 7.  | Feng Changjun            | 335    |
| 8.  | Diego Ceron              | 305    |
| 9.  | Hui Yining               | 290    |
| 9.  | Kim Gyeong-uk            | 290    |
| 9.  | Enzo Ramiro Ignacio Mair | 290    |

| Lp. | Zawodnik                 | Punkty |
| --- | ------------------------ | ------ |
| 1.  | Martin Jaureguialzo      | 1000   |
| 2.  | Federico Chiaradio       | 650    |
| 3.  | Pedro Bidegain           | 550    |
| 4.  | Luis Federico Romano     | 545    |
| 5.  | Enzo Ramiro Ignacio Mair | 450    |
| 6.  | Felipe Correa            | 445    |
| 7.  | Facundo Catriel Mendolia | 360    |
| 8.  | Santiago Pereyra         | 320    |
| 9.  | Matteo Valcheff          | 300    |
| 10. | Lucas Alfonsin           | 260    |

### Kobiety
| Lp  | Data             | Miejscowość    | Dyscyplina | 1. Miejsce                     | 2. Miejsce                     | 3. Miejsce                 |
| --- | ---------------- | -------------- | ---------- | ------------------------------ | ------------------------------ | -------------------------- |
| 1.  | 11 sierpnia 2017 | La Parva       | SS         | Antonia Yanez                  | Li Dongyu                      | Macarena Valle             |
| 2.  | 12 sierpnia 2017 | La Parva       | SS         | Antonia Yanez                  | Macarena Valle                 | Delfina Lemann             |
| 3.  | 25 sierpnia 2017 | La Parva       | SX         | Meryeta Odine                  | Isabel Clark Ribeiro           | Tess Critchlow             |
| 4.  | 26 sierpnia 2017 | La Parva       | SX         | Odwołano                       | Odwołano                       | Odwołano                   |
| 5.  | 4 września 2017  | Corralco       | SX         | Isabel Clark Ribeiro           | Stacy Gaskill                  | Catalina Petersen          |
| 6.  | 5 września 2017  | Corralco       | SX         | Odwołano                       | Odwołano                       | Odwołano                   |
| 7.  | 12 września 2017 | Cerro Catedral | SX         | Simona Meiler                  | Zuzanna Smykała                | Anna Miller                |
| 8.  | 12 września 2017 | Cerro Catedral | SX         | Anna Miller                    | Simona Meiler                  | Zuzanna Smykała            |
| 9.  | 17 września 2017 | Cerro Catedral | BA         | Macarena Valle                 | Sandra Isabel Hillen Rodriguez | Maria Azul Chavez Martinez |
| 10. | 17 września 2017 | Cerro Catedral | BA         | Sandra Isabel Hillen Rodriguez | Macarena Stella Caballero      | Maria Azul Chavez Martinez |

### Klasyfikacje
| Lp. | Zawodniczka                | Punkty |
| --- | -------------------------- | ------ |
| 1.  | Isabel Clark Ribeiro       | 900    |
| 1.  | Simona Meiler              | 900    |
| 3.  | Anna Miller                | 800    |
| 4.  | Sandra Daniela Gerber      | 750    |
| 4.  | Catalina Petersen          | 750    |
| 6.  | Zuzanna Smykała            | 700    |
| 7.  | Stacy Gaskill              | 625    |
| 8.  | Meryeta Odine              | 500    |
| 9.  | Maria Azul Chavez Martinez | 380    |
| 9.  | Tori Pitts                 | 380    |

| Lp. | Zawodniczka                | Punkty |
| --- | -------------------------- | ------ |
| 1.  | Antonia Yanez              | 1000   |
| 2.  | Macarena Valle             | 700    |
| 3.  | Li Dongyu                  | 580    |
| 4.  | Delfina Lemann             | 550    |
| 5.  | Zhai Yue                   | 475    |
| 6.  | Maria Azul Chavez Martinez | 425    |
| 7.  | Zhang Tong                 | 360    |
| 8.  | Liu Kaiting                | 340    |
| 9.  | Maria Teresa Banados       | 290    |

| Lp. | Zawodniczka                    | Punkty |
| --- | ------------------------------ | ------ |
| 1.  | Sandra Isabel Hillen Rodriguez | 900    |
| 2.  | Macarena Valle                 | 750    |
| 3.  | Macarena Stella Caballero      | 650    |
| 4.  | Maria Azul Chavez Martinez     | 600    |
| 5.  | Delfina Lemann                 | 225    |
| 5.  | Sofia Russo                    | 225    |
| 7.  | Camila Springinsfeld           | 200    |